# فهرست کشورهای آسیا بر پایه جمعیت
در این نوشتار پرجمعیت‌ترین کشورهای آسیا لیست شده‌است.

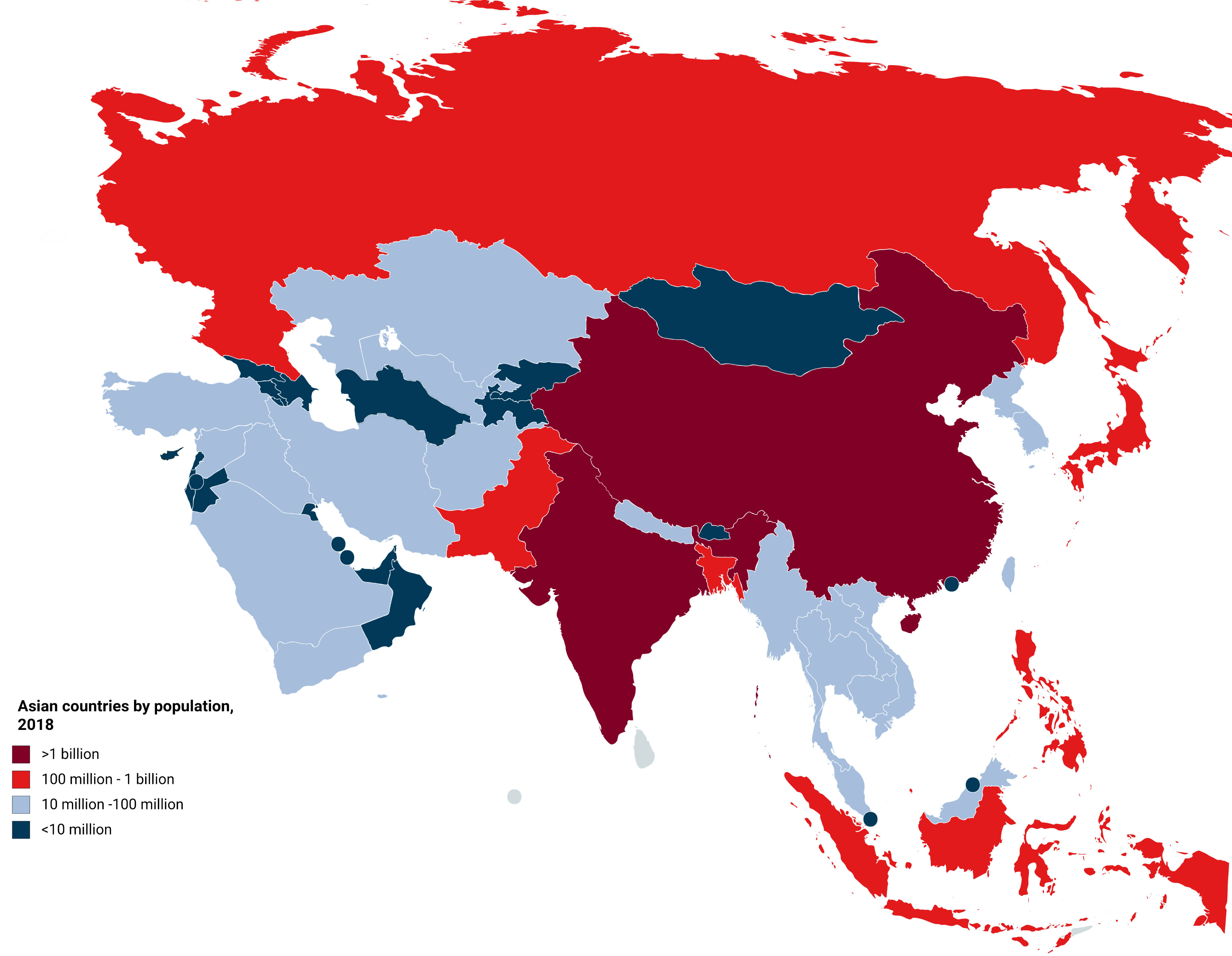
کشورهای آسیایی بر پایه جمعیت، ۲۰۱۸

| رتبه | نام کشور  | جمعیت         | رتبه جهانی | منبع   |
| ---- | --------- | ------------- | ---------- | ------ |
| ۱    | هند       | ۱٬۴۶۰٬۰۰۰٬۰۰۰ | ۱          | [ ۱ ]  |
| ۲    | چین       | ۱،۴۰۸،۰۰۰،۰۰۰ | ۲          | [ ۲ ]  |
| ۳    | اندونزی   | ۲۸۴٬۰۰۰٬۰۰۰   | ۴          | [ ۳ ]  |
| ۴    | پاکستان   | ۲۶۰٬۰۰۰٬۰۰۰   | ۵          | [ ۴ ]  |
| ۵    | بنگلادش   | ۱۷۵٬۰۰۰٬۰۰۰   | ۸          | [ ۵ ]  |
| ۶    | ژاپن      | ۱۲۳٬۰۰۰٬۰۰۰   | ۱۱         | [ ۶ ]  |
| ۷    | فیلیپین   | ۱۱۵٬۰۰۰٬۰۰۰   | ۱۳         | [ ۷ ]  |
| ۸    | ویتنام    | ۱۰۰٬۰۰۰٬۰۰۰   | ۱۵         | [ ۸ ]  |
| ۹    | ایران     | ۹۱٬۳۰۰٬۰۰۰    | ۱۷         | [ ۹ ]  |
| ۱۰   | ترکیه     | ۸۵٬۰۰۰٬۰۰۰    | ۱۹         | [ ۱۰ ] |
| ۱۱   | تایلند    | ۶۶٬۴۹۸٬۲۹۲    | ۲۱         | [ ۱۱ ] |
| ۱۲   | کره جنوبی | ۵۱٬۲۲۵٬۳۳۸    | ۲۸         | [ ۱۲ ] |
| ۱۳   | عراق      | ۴۵٬۰۰۰٬۰۰۰    | ۳۶         | [ ۱۳ ] |
| ۱۴   | افغانستان | ۴۲٬۰۰۰٬۰۰۰    | ۳۷         | [ ۱۴ ] |
| ۱۵   | ازبکستان  | ۳۷٬۰۰۰٬۰۰۰    | ۴۱         | [ ۱۵ ] |